# 圭亞那長鰭鰳
圭亞那長鰭鰳為輻鰭魚綱鲱形目鲱科的其中一種，分布於西大西洋區，包括千里達、蓋亞那、法屬圭亞那海域，棲息深度可達40公尺，體長可達16公分，棲息在沿岸海域、河口區，生活習性不明，可做為食用魚。

## 擴展閱讀
維基物種上的相關：圭亞那長鰭鰳